# Gilliesia
Gilliesia es un género de plantas herbáceas, perennes y bulbosas perteneciente a la subfamilia Allioideae de las amarilidáceas. Comprende 8 especies. 

## Taxonomía
El género fue descrito por  John Lindley y publicado en Bot. Reg. 12: , t. 992. 1826. La especie tipo es: Gilliesia graminea

## Listado de especies
- Gilliesia curicana
- Gilliesia dimera
- Gilliesia gaudichaudiana
- Gilliesia graminea
- Gilliesia isopetala
- Gilliesia monophylla
- Gilliesia montana
- Gilliesia nahuelbutae